# Ophiorrhiza triandra
Ophiorrhiza triandra là một loài thực vật có hoa trong họ Thiến thảo. Loài này được Blanco mô tả khoa học đầu tiên năm 1845.